# Tecnologies d'ús general
Tecnologia d'ús general (en anglès, general-purpose technologies o GPTs) és un concepte que s'ha utilitzat històricament per descriure el paper de la tecnologia en el creixement econòmic, i es reserva pels canvis que transformen tant la vida de les llars com la manera en què les empreses desenvolupen els seus negocis, normalment a nivell nacional o global. És a dir, les tecnologies d'ús general són tecnologies que compten amb el potencial d'alterar societats de manera dràstica a través del seu impacte en les estructures econòmiques i socials preexistents. La màquina de vapor, l'electricitat o els motors de combustió interna solen classificar-se com a tecnologies d'ús general per aquest motiu, van afectar tota l'economia.

## Història del concepte
El terme de "tecnologies d'ús general" entrà en l'anàlisi econòmic del canvi tècnic i el creiexement l'última dècada del segle XX amb una sèrie d'objectius d'investigació relacionats entre si:
- El primer objectiu se situa en la macroeconomia del creixement, per tal d'oferir una explicació de l'estret vincle que existeix entre períodes sencers de creixement econòmic i l'aplicació innovadora de certes tecnologies: les tecnologies d'ús general.
- El segon objectiu, en canvi, se centra en la microeconomia del canvi tècnic i diferencia entre innovacions diverses. Els incentius i la informació relacionats amb la invenció de les mateixes tecnologies d'ús general, per exemple, poden diferir dels relacionats amb la invenció de les seves aplicacions; un altre exemple podrien ser els incentius i la informació relacionats amb una tecnologia d'ús general ja establerta amb aplicacions d'èxit en contrast amb les fases anteriors.
- El tercer objectiu, finalment, relaciona allò macro amb allò micro. En aquest cas, es qüestiona si es poden entendre els vincles entre el creixement econòmic global i els incentius i estructures d'informació relacionats amb invencions concretes i amb les seves aplicacions i sectors particulars.

## Les tecnologies d'ús general segons Lispey i Carlaw
Els economistes Richard Lipsey i Kenneth Carlaw suggereixen que tan sols hi ha hagut 25 tecnologies en la història que puguin ser classificades com tecnologies d'ús general. Els autors defineixen aquest tipus de tecnologies segons els quatre criteris que s'anomenen a continuació:
- Són tecnologies úniques i genèriques.
- Al principi, compten amb moltes possibilitats de millora, però arriben a utilitzar-se de manera àmplia en tota l'economia.
- Tenen molts usos diferents entre si.
- Creen diversos efectes col·laterals.

Una tecnologia d'ús general pot ser un procés, un producte o un sistema d'organització.

## Tecnologies d'ús general en l'adquisició militar
En el seu llibre Is War Necessary for Economic Growth?: Military Procurement and Technology Developement, el professor del Departament d'Economia Aplicada de la Universitat de Minnesota, Vernon W. Ruttan, examina l'impacte de l'adquisició militar i relacionada amb la defensa en el desenvolupament tecnològic dels Estats Units. Ruttan identifica el desenvolupament de sis tecnologies d'ús general:
- Peces intercanviables i producció en sèrie
- Avions militars i comercials
- Energia nuclear
- Ordinadors i semiconductors
- Internet
- Indústria espacial

Basant-se en la lectura de les històries d'aquestes tecnologies, Ruttan considera que l'adquisició militar i relacionada amb la defensa ha estat una font important de desenvolupament tecnològic. Creu que el panorama tecnològic actual seria molt diferent si no existissin contribucions d'aquest caire. L'economista cita l'energia nuclear com a exemple de tecnologia d'ús general que no s'hauria desenvolupat si no fos gràcies a les adquisicions militars. Malgrat això, arran de la seva investigació, Ruttan raona que el desenvolupament tecnològic s'hagués produït, també, en absència d'adquisicions militars, però més lentament.